# Yadkinville
Yadkinville ist eine Town im Bundesstaat North Carolina in den Vereinigten Staaten von Amerika und liegt im Yadkin County im Piedmont Triad. Das U.S. Census Bureau ermittelte bei der Volkszählung 2020 eine Einwohnerzahl von 2995. Yadkinville ist damit größte Stadt des Countys und zugleich dessen Verwaltungssitz.

## Geschichte
Das Gebiet der Stadt wurde als County Seat bei der Gründung des Yadkin County 1850 ausgesucht. Zunächst wurde der Ort Wilson genannt, zu Ehren von Louis D. Wilson, einem Gesetzgeber, der im Mexikanisch-Amerikanischen Krieg starb. Der Name wurde zu Yadkinville geändert, als entdeckt wurde, dass ein anderer Ort bereits diesen Namen trug (vgl. Wilson). Zu der Zeit als der Verwaltungssitz aufgebaut wurde, gab es nur ein Haus im Ort. Die amtliche Eintragung erfolgte 1857.
Yadkinville ist in der Region für sein „Herbstfest“ und sein „Traubenfest“ bekannt, das zu Ehren der umliegenden Weinberge des Yadkin-Tales (Yadkin Valley AVA), sowie der anderen regionalen Weinbaugebiete stattfindet.

## Geographie
Nach dem United States Census Bureau umfasst das Stadtgebiet eine Fläche von 7 Quadratkilometern.

## Demographie
Nach der Volkszählung im Jahr 2000 lebten in Yadkinville 2818 Menschen. Davon wohnten 413 Personen in Sammelunterkünften, die anderen Einwohner lebten in 959 Haushalten und 641 Familien. Die Bevölkerungsdichte beträgt 400 Einwohner pro Quadratkilometer. Ethnisch betrachtet setzt sich die Bevölkerung zusammen aus 85,8 Prozent weißer Bevölkerung, 6,5 Prozent Afroamerikanern, 0,2 Prozent Asiaten und 6,4 Prozent aus anderen ethnischen Gruppen; 1,1 Prozent stammen von zwei oder mehr Ethnien ab. 18,8 Prozent der Bevölkerung waren spanischer oder lateinamerikanischer Abstammung.
Von den 959 Haushalten hatten 30,4 Prozent Kinder unter 18 Jahren, die bei ihnen lebten, 49,8 Prozent davon waren verheiratete, zusammenlebende Paare, 11,6 Prozent waren allein erziehende Mütter und 33,1 Prozent waren keine Familien. 30,2 Prozent waren Singlehaushalte und in 14,3 Prozent lebten Menschen mit 65 Jahren oder älter. Die Durchschnittshaushaltsgröße betrug 2,51 und die durchschnittliche Familiengröße war 3,1 Personen.
23,0 Prozent der Bevölkerung waren unter 18 Jahre alt. 8,1 Prozent zwischen 18 und 24 Jahre, 27,3 Prozent zwischen 25 und 44 Jahre, 20,4 Prozent zwischen 45 und 64, und 21,3 Prozent waren 65 Jahre alt oder älter. Das Durchschnittsalter betrug 39 Jahre. Auf 100 weibliche Personen kamen 91,8 männliche Personen. Auf 100 Frauen im Alter von 18 Jahren oder darüber kamen 85,6 Männer.
Das jährliche Durchschnittseinkommen eines Haushalts betrug 31.250 US-$ und das jährliche Durchschnittseinkommen einer Familie betrug 45.000 $. Männer hatten ein durchschnittliches Einkommen von 25.172 $, Frauen 23.893 $. Das Prokopfeinkommen betrug 14.792 $. 14,4 Prozent der Bevölkerung und 10,6 Prozent der Familien lebten unterhalb der Armutsgrenze. 19,1 Prozent von ihnen sind Kinder und Jugendliche unter 18 Jahre und 13,9 Prozent sind 65 Jahre oder älter.

## Söhne und Töchter der Stadt
- Mo Cowan (* 1969), Politiker, US-Senator